# Одиянков, Евгений Германович
Евгений Германович Одиянков (16 октября 1952, Ижевск — 25 января 2020, там же) — российский удмуртский врач-кардиолог и общественный деятель.

## Биография
В 1975 году окончил Ижевский Медицинский институт, трудился хирургом в первой республиканской клинической больнице; с 1979 — заместитель главного врача по медицинской части в республиканской кардиологической больнице. В 1987 году избран главным врачом республиканского кардиологического клинического диспансера.
С 1990 по 1993 годы Одиянков был народным депутатом РСФСР, с 1995 по 2003 год — депутатом Государственного Совета Удмуртии, на президентских выборах 2000 был доверенным лицом Владимира Путина.
В 2004 году баллотировался в президенты Удмуртии, критикуя власть региона за экономические трудности, социальную напряжённость и плохое состояние первичной медицинской помощи. По итогам выборов занял второе место, набрав 18,89 % голосов против 54,26 % у действующего президента Александра Волкова. Результаты выборов он пытался опротестовать в суде, указывая на нарушения; дошёл до Конституционного суда России, добившись снятия ограничения сроков рассмотрения жалоб во время предвыборных кампаний. Весной 2005 года он был уволен с должности главы кардиоцентра, местные СМИ называли это местью Волкова за участие в выборах. После Одиянков ушёл в частную медицину, создав клинику «Медсервис».
Скончался 25 января 2020 года в Ижевске. Прощание прошло 27 января в Свято-Михайловском соборе.
Племянник русско-албанской оперной певицы Нины Одиянковой-Мула и двоюродный брат албанской оперной певицы Инвы Мула.

## Награды
- премия Комсомола Удмуртии
- Государственной премии Удмуртии
- медаль «За доблестный труд»
- орден «Знак Почёта»
- благодарность Президента России В. В. Путина.
- «Отличник здравоохранения СССР»
- «Заслуженный работник здравоохранения Удмуртской Республики»
- «Почетный гражданин города Ижевска» (1997).